# Červená Řečice
Červená Řečice là một thị trấn thuộc huyện Pelhřimov, vùng Vysočina, Cộng hòa Séc.